# 니시코자카이역
니시코자카이역(일본어: 西小坂井駅 니시코자카이에키[*])은 일본 아이치현 도요카와시에 있는 도카이 여객철도 도카이도 본선의 역이다.

## 개요
이다선 고자카이역의 서쪽에 위치하고 있어, 이 역 쪽의 개업이 늦었다. 군수 공장의 인상선 용의 니시이나 신호장으로서 개설되었다. 전후, 니시코자카이역으로서 개업해, 인상선은 후지 방적 고자카이 공장의 화물 전용선이 되었다. 소규모 역이면서 약 4만 8000m²의 광대한 부지를 가진다. 예전에 역 업무는 15명 정도의 역 담당자 중 일본 교통 관광사의 위탁 직원이 몇 명이었지만, 현재는 도카이 교통 사업으로 위탁되고 있다.

## 역 구조 및 승강장
섬식 승강장 2면 4선의 승강장을 가지는 지상역이지만, 1번선 승강장에는 울타리가 설치되어, 화물 열차나 임시 열차 등의 대피선으로서 사용되고 있기 때문에, 실질적으로는 2면 3선 만이다. 상하선의 바깥 쪽은 1선 정도 유치선이 있어, 야간은 도요하시 종점 · 시발의 열차를 정박하고 있다.
오히려, 도요하시 역을 쾌속 또는 신쾌속의 4분 전에 발착했던 기후 행 보통은, 이 역으로 쾌속 또는 신쾌속이 앞지르고 있다.
도카이 교통 사업이 업무를 수탁하는 업무 위탁역으로, 도요카와역이 이 역을 관리하고 있다. 이른 아침 · 야간(19:00 ~ 다음 날 7:00)은 무인이다. 역사로 승무원 휴게실을 병설하고 있다.
역사는 단선 승강장 북쪽에 있어, 상하선 승강장과는 과선교로 이어져 있다. 역사 내에는 발권 창구나 승차권 자동 발매기(TOICA 대응)가 1대, 간이형 자동 개찰기(TOICA 대응)가 설치되어 있다. 개찰 내에 화장실이나 벤치 2대, 개찰 외에 키오스크(도카이 키오스크)가 있었지만 2009년 10월 31일로써 개점했다. 에스컬레이터 · 엘리베이터 등의 설비는 일절 없다. 또한, 무인으로 된 시간대는 TOICA 현금기(개찰 내)및 승차권 자동 발매기는 이용 정지되었다.
예전에는 역의 북서쪽에 있는 후지 방적 고자카이 공장에 이르는 전용선이 역으로부터 분기하고 있지만, 1972년경에 폐지되었다.
| 2   | ■ 도카이도 본선 | 상행 | 도요하시 · 하마마쓰 방면 |
| 3·4 | ■ 도카이도 본선 | 하행 | 오카자키 · 나고야 방면   |

## 역 주변
- 닛폰 트렉스 본사 · 본사 사업소
- 유키지루 멕 우유 도요하시 공장 (구 · 유키지루 도요하시 공장)
- 카고메 고자카이 공장
- 스기 제약 고자카이 공장
- 나고야 철도 나고야 본선 이나 역

## 역사
- 1945년 6월 10일 : 국철 도카이도 본선의 도요하시 - 고유 (현 · 아이치미토)간에 니시이나 신호장 개설.
- 1948년 8월 1일 : 이 신호장을 일선역화. 니시코자카이역 개업.
- 1972년 3월 1일 : 화물의 취급을 폐지.
- 1984년 2월 1일 : 하물의 취급을 폐지.
- 1987년 4월 1일 : 일본국유철도 분할 민영화에 의해, 도카이 여객철도의 역이 되었다.
- 2006년 11월 25일 : TOICA를 도입.

## 인접 역
| 도카이 여객철도 도카이도 본선   | 도카이 여객철도 도카이도 본선 | 도카이 여객철도 도카이도 본선   |
| ------------------------------- | ----------------------------- | ------------------------------- |
| 도요하시 하마마쓰·시즈오카 방면 | ■ 도카이도 본선               | 아이치미토 도요하시·나고야 방면 |